# Isobe Tsutomu
Isobe Tsutomu (磯部 勉 Isobe Tsutomu, Ki Bộ Miễn) (sinh 13 tháng 10 năm 1950) là một diễn viên và seiyū Nhật Bản.

## Vai

### Tokusatsu
- Mahou Sentai Magiranger vai Wolzard (Voice)/Blagel (Voice)/Isamu Ozu

### Anime
- Black Lagoon vai Dutch
- Cowboy Bebop: The Movie vai Vincent Volaju
- Gungrave as Harry MacDowel
- Jojo's Bizarre Adventure: Phantom Blood vai George Joestar
- Magnetic Rose vai Heinz
- Monster vai Inspector Runge
- Naruto the Movie: Snow Princess' Book of Ninja Arts vai Doto Kazehana